# Kentiopsis
Kentiopsis là một chi thực vật có hoa thuộc họ Arecaceae.

## Các loài
Chi này có các loài sau:
1. Kentiopsis magnifica (H.E.Moore) Pintaud & Hodel
2. Kentiopsis oliviformis (Brongn. & Gris) Brongn.
3. Kentiopsis piersoniorum Pintaud & Hodel
4. Kentiopsis pyriformis Pintaud & Hodel